# Большие Жеребцы
Большие Жеребцы — деревня в Щёлковском районе Московской области России, входит в состав сельского поселения Медвежье-Озёрское. Известна с 1725 года.

## География
Деревня находится на северо-востоке Московской области, относящейся к Восточно-Европейской равнине, на высоте 155 м над уровнем моря, в зоне умеренно континентального климата с относительно холодной зимой и умеренно тёплым, а иногда и жарким, летом.
В деревне действует московское время.
Ближайший населённый пункт — деревня Алмазово. Деревня находится в 13 км езды от районного центра и в 3,5 км езды от центра поселения.
В деревне 2 улицы: Слободка и Солнечная, к ней приписано также 4 садоводческих товарищества (СНТ).

## Население
| 1852 | 1859 | 1869 | 1886 | 1899 | 1926 | 2002 |
| ---- | ---- | ---- | ---- | ---- | ---- | ---- |
| 307  | ↗360 | ↘357 | ↘349 | ↘151 | ↗396 | ↘91  |
| 2006 | 2010 |      |      |      |      |      |
| ↘69  | ↘50  |      |      |      |      |      |

## История
В 1725 году сельцо Жеребцы принадлежало московскому Златоустовскому монастырю, а в 1767 году перешло в ведение Экономического ведомства.
В середине XIX века деревня относилась ко 2-му стану Богородского уезда Московской губернии и принадлежала Министерству государственных имуществ. В деревне было 30 дворов, 138 душ мужского пола и 169 душ женского.
В «Списке населённых мест» 1862 года — казенная деревня 2-го стана Богородского уезда Московской губернии по правую сторону Стромынского тракта (из Москвы в Киржач), в 25 верстах от уездного города и 6 верстах от становой квартиры, при колодце, с 35 дворами, 360 жителями (160 мужчин, 200 женщин) и 2 фабриками.
По данным на 1869 год — деревня Осеевской волости 3-го стана Богородского уезда с 68 дворами, 76 деревянным домом и 357 жителями (169 мужчин, 188 женщин), из которых 15 грамотных мужчин. В селе работали запасный хлебный магазин, лавка, питейный дом и кирпичное заведение. Количество земли составляло 371 десятину, в том числе 78 десятин пахотной. Имелось 32 лошади, 37 единиц рогатого и 9 единиц мелкого скота.
В 1886 году — 60 дворов, 349 жителей, 3 лавки и шелковая фабрика. 
В 1913 году — 76 дворов, фабрика П. И. Линькова и казённая винная лавка.
По материалам Всесоюзной переписи населения 1926 года — центр Жеребцовского сельсовета Щёлковской волости Московского уезда в 2,5 км от Стромынского шоссе и 8 км от станции Щёлково Северной железной дороги, проживало 396 жителей (175 мужчин, 221 женщина), насчитывалось 84 хозяйства (81 крестьянское), имелась школа 1-й ступени.
После включения в состав Щёлковского района в 1929 году деревня называется Большие Жеребцы для отличия от других Жеребцов. 
В деревне выращивали в царскую армию лошадей, порода Орловский рысак. После революции всех оставшихся лошадей раскидали по колхозам. 

## Транспорт и связь
До деревни из Москвы можно проехать по Щёлковскому шоссе А103, с поворотом (на 12 км) направо, через 3 км начинается деревня.
В деревне останавливается автобус 362 маршрута.